# Fernando Atzori
Fernando Atzori (ur. 1 czerwca 1942 w Ales, zm. 9 listopada 2020 we Florencji) – włoski pięściarz. Walczył w wadze muszej. Był złotym medalistą XVIII Letnich Igrzysk Olimpijskich w Tokio w 1964 roku (w finale pokonał Artura Olecha). W 1965 roku został pięściarzem zawodowym.
Pierwszą zawodową walkę stoczył 23 lutego 1965 z Manolinem Alvarezem. Walkę wygrał na punkty po 6 rundach. W pierwszych dziewiętnastu walkach nie doznał porażki. Pierwszą porażkę odnotował 28 stycznia 1968 z Octavio Gómezem. Po porażce walczył ze zmiennym szczęściem. Ostatnia walkę stoczył 7 lutego 1975 z Manuelem Masso. Walkę przegrał w 7. rundzie. Po porażce zakończył zawodową karierę. Do śmierci mieszkał we Florencji.